# Sergio Noja Noseda
Sergio Noja Noseda (Pula, Istra, 7. srpnja 1931. – Lesa, Novara, 31. siječnja 2008.), talijanski profesor, esejist, direktor poduzeća.
Rođen je u Puli u talijanskoj obitelji aristokratskih korijena koja potječe iz Španjolske.

## Vanjske poveznice
- Arhivirana inačica izvorne stranice od 5. lipnja 2011. (Wayback Machine)
- Arhivirana inačica izvorne stranice od 2. listopada 2011. (Wayback Machine)
- Arhivirana inačica izvorne stranice od 3. svibnja 2007. (Wayback Machine)
- Arhivirana inačica izvorne stranice od 23. veljače 2012. (Wayback Machine)
- it:Shafi'ita